# 니시키에

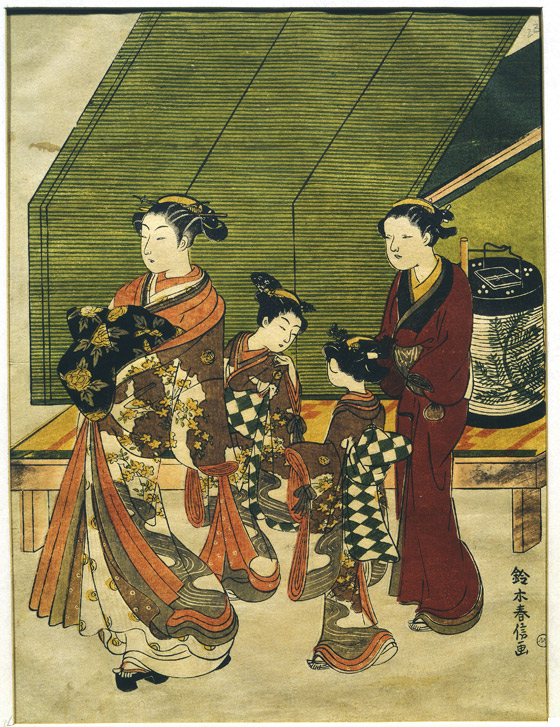
스즈키 하루노부 (약 1724-70), "시동들과 함께 가는 기녀", 1760년 말, 니시키에 (비단 출력) 빅토리아 앨버트 박물관. E.1416-1898

니시키에(일본어: 錦絵)는 에도 시대에 확립한 우키요에 판화의 최종 형태이다. 메이지 30년대 무렵까지 많이 그려졌다.

## 개요
1765년 메이와 2년 무렵, 부유한 하이카이인들 사이에서 당시 크고 작은 것으로 알려져 있었던 그림 달력을 교환하는 모임이 유행했다. 그 중에 오쿠보 쿄센, 아베 사토리, 약재상인 코마쓰야 하키 등이 있었으며, 이들은 아낌없이 돈을 쓰지 않고 찍어내는 기술을 개발했다. 당시엔 태음력을 사용하고 있었으며, 그 해 중 30일이 있는 달을 큰 달로, 29일 밖에 없는 달을 작은 달로 수수께끼 그림처럼 나타낸 인쇄물을 제작하여 동료끼리 그 취향을 즐기고 서로 교환하는 모임이 열리고 있었다. 또한, 약 3년에 한 번 윤달이 있어, 이 조합은 일정하지 않았기 때문에 그 해의 크고 작은 달을 나타낸 달력이 배포된 것이었다. 그 중 더 고급스럽고, 화려한 인쇄물을 찾는 가운데, 발행소가 스즈키 하루노부, 이소다 고류사이 등 본직이 우키요에를 하는 스승들에게 그 작화를 의뢰하여, 조각사나 습사도 거기에 응하기 위하여 비약적으로 기술이 향상되어 여러 가지 색상의 슬라이딩 목판화로 발전해 갔다.
1766년 메이와 3년 상반기에는 이 그림 달력 교환 회의의 유행은 지나갔다. 그러나, 미려한 인쇄물에 착안한 발행소는 주문자의 이름 등을 삭제하고, 이것들을 ‘동 니시키에’(東錦絵)라고 칭하고, 외부에 내놓은 것이 니시키에의 시작이었다. 이 니시키에라는 명칭은 기존의 ‘베니즈리에’(紅摺絵) 등 우키요에 판화에 비해 확실히 방직물과 같은 아름다움을 자랑했기 때문이다. 사용하는 종이도 더 상질의 봉서지였으며, 안료에 호분을 넣은 중간에도 사용되며, 미묘한 색조를 표현할 수 있게 되었고, 이것은 이후 니시키에의 전성기를 맞이하게 되었다. 또한 목판에는 양질의 벚꽃, 박이 사용되고 있다.
하루노부는 메이와 7년(1770년)에 급사했지만, 그후 미인화는 기타오 시게마사의 그것보다 더 리얼한 표현들이 이후 우키요에 화가들에게 많은 영향을 끼쳤고, 야구사에(役者絵)에서는 가쓰가와 슌쇼와 이피츠 사이분죠 등이 기존의 도리파(鳥居派)의 것과는 다른 독특한 작품을 그려냈다. 또한 간세이 시기가 되면서 미인화에서는 기타가와 우타마로, 야쿠샤에(役者絵)에서는 도슈사이 샤라쿠 등이 배출되었고, 오쿠비에(大首絵)가 유행하였다. 이 샤라쿠의 진전에 육박한 야쿠샤에(役者絵)는 우타가와 도요쿠니, 우타가와 구니마사 등에게 영향을 미쳤다.
1806년 분카 3년, 우타마로가 급사했지만, 대중은 아직 우타마로의 미인화를 요구하고 있었고, 거기에 기쿠가와 에이잔이 우타마로 만년풍의 미인화로 등장하여 약간 약한 여성을 그리며 인기를 얻었다. 분세이가 되면서 대중은 우타가와 구니사다, 게에사이 에이센이 그리는 최신 유행의 시시덕거리는 미인화를 선호하게 되었다. 한편, 분세이 말기에는 우타가와 구니요시가 ‘수호전’의 등장인물을 시리즈로 그려 공전의 수호전 붐을 일으켰으며, 그외에도 무사 그림, 미인화, 캐리커처 등 다방면으로 활약했으며, 가쓰시카 호쿠사이와 우타 히로시게 등에 의해 기존의 우키에(浮絵)와는 다른 풍경화가 그려지게 되었다. 1859년 안세이 6년에 요코하마가 개항되면서 우타가와 사데히데 등은 요코하마 그림을 제작하여 메이지 초기에 걸쳐 일대 붐을 일으켰다.
메이지 시대가 되면서, 문명개화에 따라 도요하라 지카노부, 오치아이 요시이쿠, 3대째 우타가와 히로시게, 2대째 우타가와 구니테루 등이 빨간색을 강조했던 개화 그림을 그린 것 외에 구소쿠야(具足屋)를 발행소로, 우타가와 요시쿠가 그림을 그린 1874년 발간한 《도쿄매일신문》과 이듬해 1875년, 쓰키오카 요시토시가 그림을 그린 금승당(錦昇堂)에 의한 《우편호치신문》 등의 신문에서 니시키에가 그려졌지만, 이 유행은 오래 가지 못했고, 몇 년 동안 쇠퇴해 갔다. 또한 1876년, 고바야시 기요지카가 모노톤으로 서정성 있는 코오세가(光線画)를 발표하면서 이노우에 야스하루와 오구라 류손, 오사카의 노무라 요시쿠니에게 영향을 주었지만 때마침 대두된 국수주의에 의해 그 유행도 1880년에는 사라져 버렸다.

웨이하이웨이에서 항복, 미즈노 도시가타의 니시키에

그 외, 청일 전쟁과 러일 전쟁에 따라 고바야시 기요지카 외에도 미즈노 도시가타, 도시히데 미기타 등이 보도 화면으로 전쟁 그림을 그린 바 있으며, 이러한 러일 전쟁 시절이 니시키에의 마지막 붐이었다. 당시 유행한 석판화가로 알려져 있던 야마모토 시욘이 1906년부터 1909년에 걸쳐 우타가와 파(歌川派)의 것과 다른 미인화 ‘지금 모습’(今すがた) 시리즈를 발표했지만, 시대의 흐름에 거역하지 못하고 니시키에는 점차 쇠퇴해 갔다.

## 갤러리

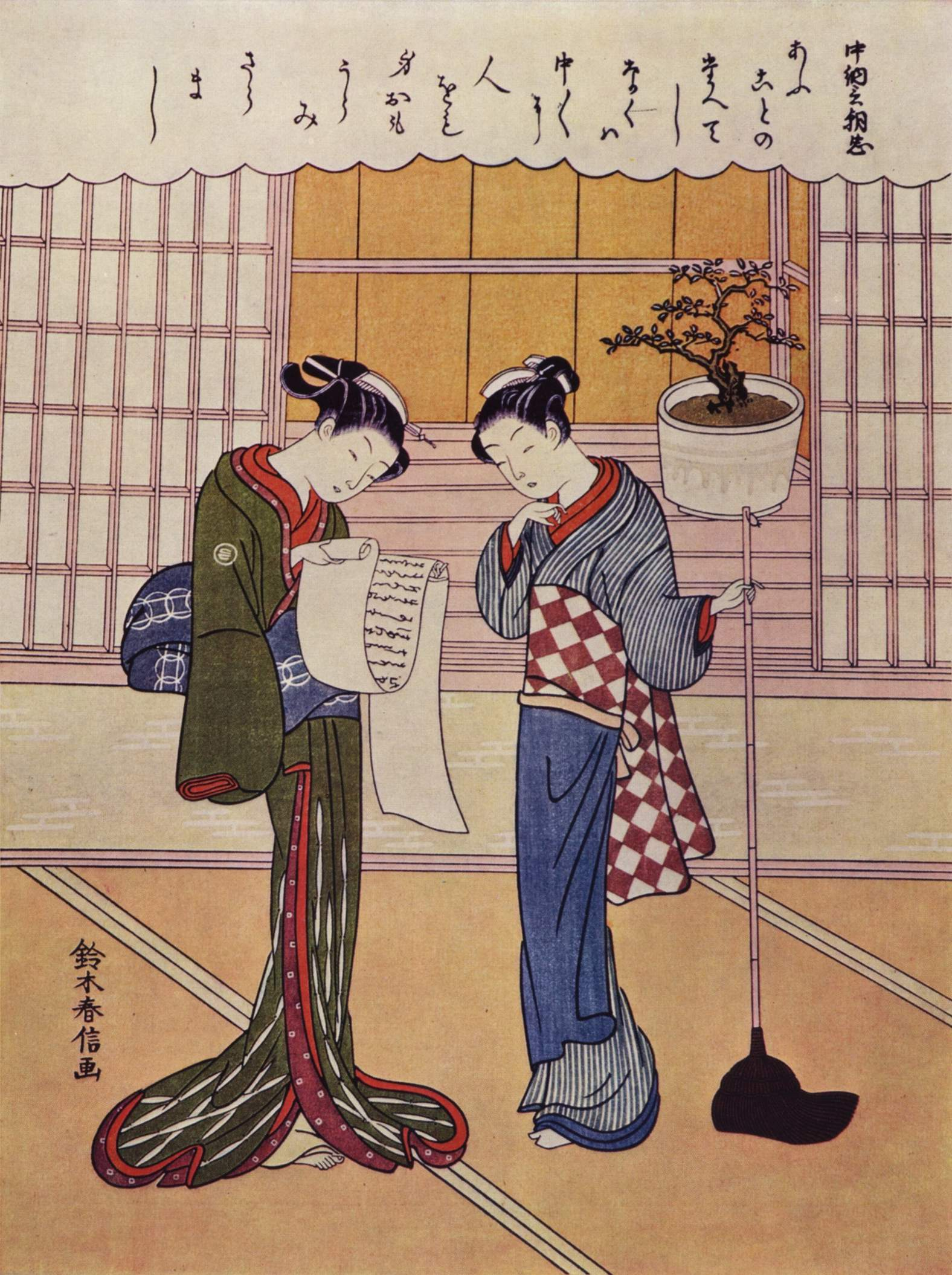
베란다의 두 여인
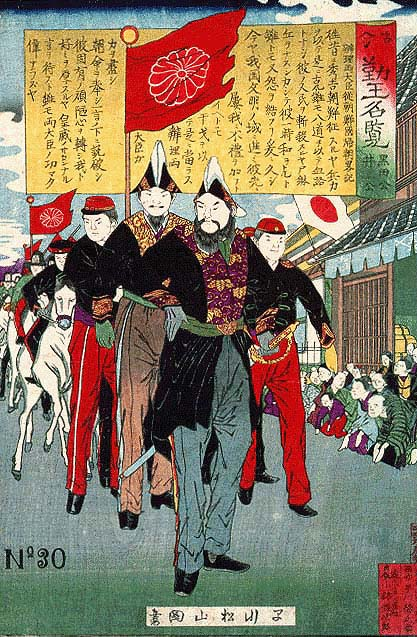
구로다 장관